# هامسون ۵۸۳۸
سیارک ۵۸۳۸ (به انگلیسی: 5838 Hamsun، نامگذاری:2170T-2) پنج هزار و هشتصد و سی و هشتمین سیارک کشف شده‌است که در ۲۹ سپتامبر ۱۹۷۳ کشف شد. قدر مطلق سیارک برابر ۱۲٫۱۰ است.
این سیارک را به افتخار کنوت هامسون، نویسندهٔ بزرگ نروژی که جایزهٔ نوبل ادبیات سال ۱۹۲۰ میلادی را از آن خود کرده با نام هامسون ۵۸۳۸ نام‌گذاری کرده‌اند.